# Colbusa discrepens
Colbusa discrepens är en fjärilsart som beskrevs av Karsch. Colbusa discrepens ingår i släktet Colbusa och familjen nattflyn. Inga underarter finns listade i Catalogue of Life.